# 支配 (言語学)
言語学における支配（しはい）とは、動詞または前置詞が文の中で使われる際に、それに関係する文の成分の文法的性質を選択することをいう。特に屈折語で、このようにして文法的性質としての格が決まること（動詞または前置詞による格支配）を指す。

## 概要
例えば、ある動詞に対する目的語または補語のとる格が決まるとき、この動詞は特定の格を支配するという。ラテン語では、他動詞（目的語が 1 つの場合）はその目的語が対格となることを要求し、一方与格は二重他動詞の間接目的語に用いられる。日本語では他動詞の「助ける」に当たる ラテン語favere は、目的語を与格にしなければならない。例えば「私はあなたを見る」は対格 te を使って "Te video" というのに対し、「私はあなたを助ける」は与格 tibi を使って "Tibi faveo" という。これを「動詞 faveo は与格を支配する」という。このような例はドイツ語などにもあり、英語のhelpに当たるhelfenは与格支配である。これはラテン語faveoにしろ、ドイツ語helfenにしろ、他動詞ではなく自動詞であるためである。
ラテン語で同じ「助ける」を表す語でもadiutareやiuvareは他動詞であるため、対格支配である。日本語でも同様に、英語では他動詞であるのに、格助詞として「を」でなく「に」をとる動詞「乗る」「従う」「勝る」などがあるが、これらもすべて自動詞である。
前置詞も、英語では目的格しかとらないが、言語によっては様々な格を支配する。1 つの前置詞が複数の格を支配することも多く、この場合には格によって意味が異なる。例えばドイツ語で、前置詞 in を 3 格（与格）とともに用いると「～の中で・に」、4 格（対格）とともに用いると「～の中へ」の意味となり、それぞれを 3 格支配、4 格支配と呼ぶ。
支配という概念は動詞・前置詞以外の品詞にも、また格以外の文法範疇にも適用できる。例えば、ドイツ語やフランス語などでは、完了の助動詞は動詞の種類・形式に応じて haben/avoir と sein/être を使い分けるが、これは「動詞による助動詞支配」ということができる。また、英語の形容詞 fond は前置詞 of に導かれる補語をとる。これも形容詞 fond が前置詞 of を支配すると解釈できる。